# Marjatta Raita
Marjatta Raita (Pori, 17 de febrero de 1944 – 27 de septiembre de 2007) fue una actriz finlandesa, que fue conocida por su papel de Elisabeth Turhapuro en las películas Uuno Turhapuro dirigidas por Spede Pasanen.

## Biografía
Los padres de Marjatta Raita también eran actoresː Eino y Valli Raita. Estudió arte dramático de 1962 a 1965. Al acabar sus estudios en 1965, Raita se unió al Teatro Municipal de Helsinki. Interpretó numerosos papeles, incluyendo a Kyllikki en Tulipunakuka, la Sra. Vallesmann en Burglary, Creta en Nummisuutarien y la Sra. Florence en la comedia Diivat. Raita actuó principalmente en teatro y también en cine.
Desde 1981, además de su trabajo teatral, Raita fue fideicomisaria de la Asociación de Actores Kaupunginteatteri y miembro de la junta directiva de la Fundación Teatral como miembro negociador elegido por la asociación de actores.
En 1996, se unió a la Asociación de Actores de Finlandia y también en ese año, Raita recibió la insignia de mérito de oro de la Asociación.
Se casó con el actor Aarno Sulkanen, con el que tuvo dos hijos. Murió en Helsinki en 2007, después de una rápida batalla contra el cáncer. Después de su muerte, el Teatro Municipal de Se realizó una representación conmemorativa, la obra de Bertolt Brecht La ópera del mendigo, que fue el último papel de Raita.